# フォーミュラSAE

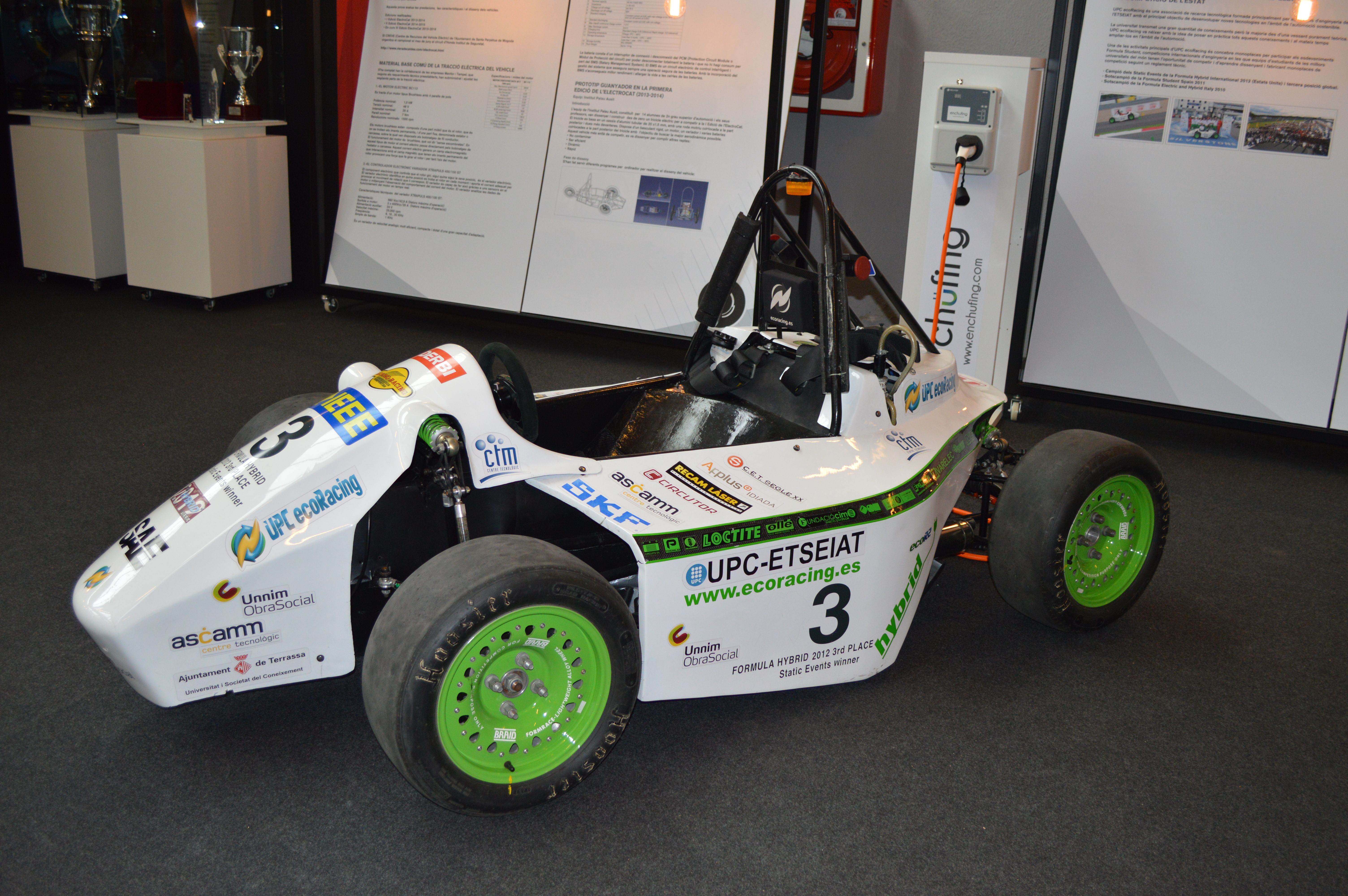
フォーミュラSAEの車両

フォーミュラSAEは、SAE Internationalが主催する学生の自作によるフォーミュラースタイルのレーシングカーの競技会。

## 概要
1981年にアメリカで始まり、現在では同じレギュレーションで同趣旨の大会が世界各地で開催されている。日本では2003年より全日本学生フォーミュラ大会が開催されている。
車輛は、オープンコクピット・オープンホイールのいわゆるフォーミュラカーのスタイルで、710 cc以下の4サイクルエンジンという制限や安全性に関わる設計規定が定められている。参加チームは趣向を凝らした独自設計の車両を製作して参戦し、速度を競うだけでなくオリジナリティや革新性なども審査の対象になる。参加者はアメリカだけでなく日本から全日本学生フォーミュラ大会の上位入賞チームや、オーストラリア、ブラジル、ドイツ、オランダなどからも参加している。